# Amythasides macroglossus
Amythasides macroglossus är en ringmaskart som beskrevs av Eliason 1955. Amythasides macroglossus ingår i släktet Amythasides och familjen Ampharetidae. Arten kan vara nationellt utdöd i Sverige. Inga underarter finns listade i Catalogue of Life.